# Песенка (приток Елены)
Песенка — река в России, протекает в Волховском районе Ленинградской области. Устье реки находится в 14 км по правому берегу реки Елены. Длина реки — 6 км.
На реке стоят деревни Кисельня и Пески

## Данные водного реестра
По данным государственного водного реестра России относится к Балтийскому бассейновому округу, водохозяйственный участок реки — Волхов, речной подбассейн реки — Волхов. Относится к речному бассейну реки Нева (включая бассейны рек Онежского и Ладожского озера).
Код объекта в государственном водном реестре — 01040200612102000019681.